# Болычев, Игорь Иванович
Игорь Иванович Болычев (род. 27 февраля 1961 года, Новосибирск, СССР) — российский поэт, переводчик, журналист, литературовед, педагог.

## Биография
Родился в 1961 году в Новосибирске. В 1984 году окончил Московский физико-технический институт, в 1996 году — Литературный институт имени А. М. Горького, заочное отделение. Окончил аспирантуру Литературного института имени А. М. Горького, в 1999 году защитил диссертацию на тему «Творческий путь Игоря Чиннова». С 1997 года — преподаватель кафедры русской литературы XX века (ныне кафедра новейшей русской литературы), кандидат филологических наук, доцент. Вел семинары по современной русской литературе на дневном и заочном отделении института, читал курс лекций по истории литературы Русского зарубежья и спецкурс «Поэтический мир Георгия Иванова»; читает курс лекций по истории русской литературы (1920—1930-е годы XX века). Руководитель творческого семинара на ВЛК. Руководитель литературной студии Кипарисовый ларец (студия). Опубликовал ряд статей в русских и зарубежных изданиях о творчестве Игоря Чиннова, Георгия Иванова, Готфрида Бенна и современной русской поэзии. Переводчик с английского и немецкого произведений П. Шелли, Р. Бернса, Р. Киплинга, У. Б. Йейтса, Э. Паунда, Л. Уланда, А. фон Дросте-Хюльсхофф, Г. Бенна, Г. Гейма, Г. Тракля и др. Автор стихотворных сборников: «Разговоры с собою» (Москва, 1990), «Вавилонская башня» (Мюнстер, 1991). Работал шеф-редактором телевизионной программы «Поэты России» (телекомпания «Московия», 3 канал, 30 передач).

## Основные публикации

### Поэзия
«Разговоры с собою» (М.: «Прометей», 1990)
«Вавилонская башня» (Мюнстер, 1991)
Альманах «Кипарисовый ларец» (Москва, 2011, 2012)
«Разговоры с собой» (М.: «Союз Дизайн», 2019)

### Эссе, статьи
«Георгий Иванов» // Русская литература 1920—1930-х годов. Портреты поэтов. В 2 томах. Том 2. - М.:ИМЛИ РАН, 2008. — С. 588—640
«Портрет без сходства (Лирика Георгия Иванова в 20-30-е годы)»
«Мерзость запустения» // Литературная газета от 30.06.2004

### Переводы
Г. Бенн. Двойная жизнь. Проза. Эссе. Избранные стихи». Augsburg: Waldemar Weber Verlag, М.: Lagus-press, Летний сад, 2008
Г. Тракль. Стихотворения. Проза. Письма. СПб: Симпозиум, 1996

### Журналистика
Дебют в журналистике состоялся с публикации в 1989 году интервью с Венедиктом Ерофеевым в газете "Московские новости".
В 1993-94 гг. - главный редактор журнала Penthouse (русская версия).
В 1997 г. - первый главный редактор журнала для мужчин XXL. 
В 2015 г. - главный редактор журнала для авиапассажиров "Высокий полет".

## Литературная студия
Кипарисовый ларец (студия)